# محرك جزيئي اصطناعي
تُعَبِّرُ المحركات الجزيئية الاصطناعية عن أحد نماذج الآلات الجزيئية القادرة على الدوران تحت مدخلٍ للطاقة. فعلى الرغم من أن المصطلح «محرك جزيئي» يشير بصورةٍ تقليديةٍ إلى بروتين يتكون طبيعياً والذي يحث على الحركة، إلا أن بعض المجموعات استخدمت نفس المصطلح كذلك في حالة الإشارة إلى المحركات الاصطناعية غير الحيوية وغير الببتيدية. حيث يتابع الكثير من الكيميائيين أبحاثهم وتجاربهم لتصنيع مثل تلك المحركات الجزيئية. وكان أول من بادر بنشر التوقعات حول فكرة تصنيع مثل تلك المحركات الجزيئية هو الرائد في مجال التقانة النانوية ريتشارد فاينمان في عام 1959 في أثناء حديثه في محاضرة «يوجد متسعٌ في القاع» (بالإنجليزية:  There's Plenty of Room at the Bottom)‏.
وتُعَدُ حركةٌ دورانيةٌ متكررةٌ بدرجة 360 مئويةً من المتطلبات الأساسية لعمل المحرك الاصطناعي، بالإضافة إلى استهلاك الطاقة وكذلك دورانٌ أحادي الإتجاه. وكانت أول محاولتين لتصنيع ذلك المحرك؛ محرك كيلي Kelly ومعاونيه المدفوع كيميائياً، ومحرك فرينجا Feringa ومعاونيه المدفوع بواسطة الضوء، قد نُشِرَا في عام 1999 في العدد نفسه من مجلة دورية نيتشر. وفي عام 2008 اقترح بيتر كرال ومعاونيه محركات النفق الإلكتروني دائمة الدوران بواسطة قوة عزم الدوران الدائمة، مما فتح المجال أمام إمكانية التنفيذ الفعلي والعملي لآلات المحركات الجزيئية الحقيقية. فمن المتوقع أن ترد تقارير عن بذل المزيد من المجهودات في نفس المجال مع زيادة تفهم الكيمياء والفيزياء على الصعيد النانوي.

## المحركات الجزيئية الدوارة المدفوعة كيميائياً

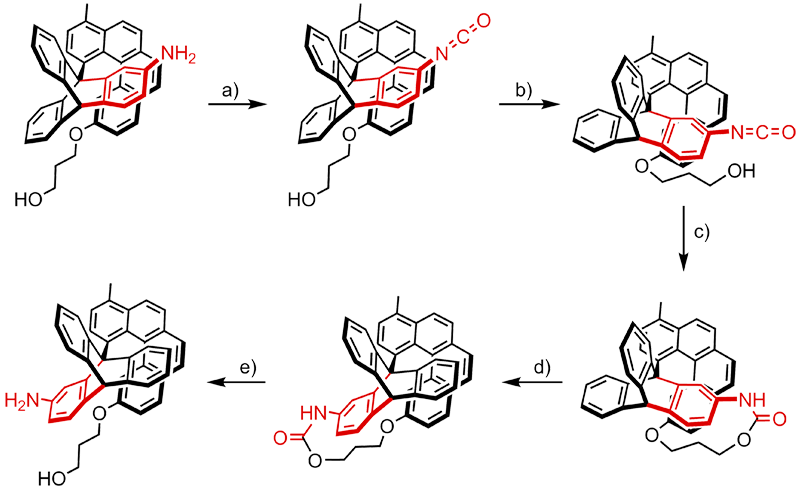
محرك كيلي ومعاونيه الجزيئي الدوار المدفوع كيميائياً.

أوردت التقارير أن أول مثالٍ لمحركٍ جزيءٍ دوارٍ مدفوع كيميائياً يرجع إلى كيلي ومعاونيه في عام 1999. حيث تم تصنيع نظامهم من دوار التريبتيسين (بالإنجليزية:  triptycene)‏ ثلاثي الشفرة والهيليسين أو مركبات الهيدروكربون العطري متعدد الحلقات، حيث أنه قادر على الدوران أحادي الاتجاه بمقدار 120 درجةً.
حيث يعتمد ذلك الدوران على خمسة خطواتٍ. تبدأ العملية بتحول مجموعة الأمين الموجودة على جزء التريبتيسين إلى مجموعة الإيززوسيانات الوظيفية بالتكاثف مع جزيء الفوسجين ( أ ). يؤدي الدوران الحراري أو التلقائي حول الرابطة المركزية إلى تقريب مجموعة الإيزوسيانات الوظيفية إلى مجموعة الهيدروكسيل الموجودة على جزء الهيليسين ( ب )، مما يسمح لكلتا هاتين المجموعتين بالتفاعل مع بعضهما الآخر ( ج ). حيث يحتجز ذلك التفاعل بصورةٍ غير عكوسة هذا النظام على شكل يوريثان حلقي مجهَد، والذي يتسم بأنه أعلى في الطاقة، ومن ثم يكون أقرب بقوة إلى حاجز طاقة الدوران من الحالة الأصلية. ومن ثم فالمزيد من دوران جزء التريبتيسين يتطلب قدراً صغيراً نسبياً فقط من التنشيط الحراري بهدف التغلب على ذلك الحاجز، ومن ثم إطلاق ذلك الإجهاد ( د ). وفي النهاية، فإنه بانفصام مجموعة اليوريثان يستعيد الجزيء مجموعة الأمين والمجموعات الوظيفية الكحولية الخاصة به ( هـ ).
وهنا نلاحظ أن نتيجة سلسلة الأحداث تلك حركةٌ دورانيةٌ أحدادية الإتجاه بمقدار 120 درجةً لجزء التريبتيسين بالنسبة لجزء الهيليسين. كما أن دوار التريبتيسين يُمنع من الحركة للأمام أو للخلف بواسطة جزء الهيليسين، والذي يلعب دوراً شبيهاً بأداة إعتاق (بالإنجليزية: pawl)‏ السقاطة (بالإنجليزية:  ratchet)‏. وتُعَدُ أحادية الإتجاه في هذا النظام نتيجةً لكلٍ من الانحراف غير المتناظر لجزء الهيليسين وكذلك إجهاد اليوريثان الحلقي والذي تم تشكيله في المرحلة ( ج ). مع ملاحظة أن ذلك الإجهاد قد يتم تقليصه أو تخفيضه بواسطة الدوران بجهة عقارب الساعة لدوار التريبتيسين في مرحلة ( د )، حيث أن الدوران عكس عقارب الساعة وكذلك العملية المعكوسة لما في المرحلة ( د ) غير مرغوبٍ فيهما طاقياً. وفي هذا الصدد، نجد أن تفضيل اتجاه الدوران يتم تقريره وتحديده بواسطة كلٍ من مواضع المجموعات الوظيفية وشكل الهيليسين، بالتالي فهي تُبْنَى في تصميم الجزيء بدلاً من تقريرها بواسطة عواملٍ خارجيةٍ.
إن نموذج محرك كيلي ومعاونيه يعد مثالاً فريداً رائعاً عن كيفية استخدام الطاقة الكيميائية لإنتاج حركة دورانية أحادية الإتجاه ويمكن ضبطها، وهي تلك العملية تشبه استهلاك ثلاثي فوسفات الأدينوسين في الكائنات العضوية بهدف توفير الوقود والمدد للعديد من العمليات الأخرى. على الرغم من ذلك، فإن هذه العملية تعاني من عيب كبير: حيث أن تتالي الأحداث التي تؤدي إلى دورانٍ بمقدار 120 درجةً عملية لا يمكن تكرارها. ومن ثم فقد أسفر ذلك عن أن بحث كلٌ من كيلي ومعاونيه عن سبلٍ لتطوير النظام بحيث يمكن تنفيذ ذلك التسلسل بصورةٍ متكررةٍ. إلا أنه ولسوء الحظ، لم تُكَلَّل محاولاتهم لتحقيق ذلك الهدف بالنجاح، وتلى ذلك أن تم التخلي عن مثل ذلك المشروع.
مع ملاحظة أن مثالين آخرين للمحركات الجزيئية الاصطناعية الدوارة المدفوعة كيميائياً والتي ورد ذكرها في المراجع العلمية المختلفة تضمنت استخدام تفاعل فتح الحلقة الانتقائي الفراغي لمركب لاكتون ثنائي الأريل راسمي بواسطة استخدام الكواشف اليدوانية الكيرالية، والتي تسفر عن وقوع حركةٍ دورانيةٍ موجهة بمقدار 90 درجةً للأريل الواحد، وذلك بالنسبة إلى الأريل الآخر. كان برانكود Branchaud ومعاونيه هم من أوردوا في تقاريرهم أن استخدام هذه الوسيلة، متبوعة بخطوة فتح حلقي إضافية، يمكن أن تؤدي إلى الحصول على حركةٍ دورانيةٍ غير متكررةٍ بمقدار 180 درجةً. بعد مشاهدته لحديث برانكود عن ذلك المدخل ودوره في المحركات الجزيئية، وذلك في لقاءٍ الجمعية الأمريكية للكيميائيين ACS في عام 2005، قام فرينجا Feringa ومعاونيه باستخدام تلك الوسيلة في تصميمهم لجزيء له القدرة على أداء حركةٍ دورانيةٍ متكررةٍ بمقدار 360 درجة. مع ملاحظة أن الحركة الدورانية الكاملة لتلك المحركات الجزيئية تحدث على أربعة مراحلٍ. ففي المرحلتين الأولى والثالثة ، يتم تقييد جزء الأريل، وذلك على الرغم من إمكانية وقوع عكس حلزوني helix inversion. أما في المرحلتين الثانية والرابعة، فيمكن للأريل أن يدور بالنسبة للنفثالين مع وجود إعاقة فراغية والتي تمنع الأريل من عبور أو تجاوز النفثالين. إن تلك الدورة تتكون من أربعة خطواتٍ مُحَفَّزة كيميائياً والتي تتمثل في التحول من خطوةٍ إلى أخرى. فالخطوتين الأولى والثالثة تعبران عن تفاعلات فتح حلقي غير متناظرٍ واللتين تستخدما كاشفاً يدوانياً كيرالياً بهدف ضبط إتجاه دوران الأريل. في حين تتكون الخطوتين الثانية والرابعة من نزع الحماية من الفينول، كما يلي ذلك مرحلة تكون حلقةٍ انتقائي موضعي. وحتى وقتنا هذا فإن المحرك الجزيئي هذا هو النموذج الوحيد الذي ورد في التقارير على أنه المحرك الجزيئي الاصطناعي الدوار المدفوع كيميائياً والقادر على الدوران بمقدار 360 درجة.

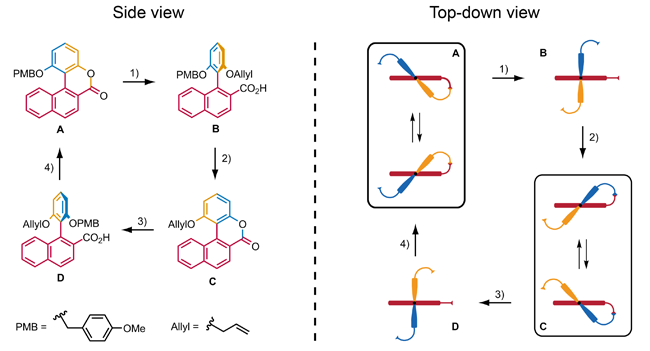
محرك فرينجل ومعاونيه الجزيئي الاصطناعي الدوار المدفوع كيميائياً

## المحركات الجزيئية الدوارة المدفوعة ضوئياً

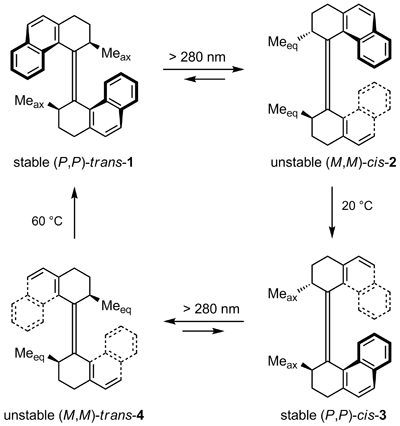
الدائرة الدوارة لمحرك فرينجل ومعاونيه الجزيئي الدوار المدفوع ضوئياً

أعلن مختبر الأستاذ الدكتور بين فرينجا Feringa في جامعة غرونينغن في هولندا عن تصنيع محركٍ جزيئي أحادي الإتجاه. حيث يتكون نظام محرك 360 درجةً الجزييء من مضاعف الهيليسين المرتبط برابطة الألكين المزدوجة والتي تُظْهِرُ كيرالية (لا تناظرية أو لا تماثلية) محورية (axial chirality) بالإضافة إلى أنه يحتوى على مركزين فراغيين.
وهنا نلاحظ أن دورةً واحدةً من الحركة الدائرية أحادية الإتجاه تأخذ أربعة خطواتٍ تفاعلية. حيث تتمثل الخطوة الأولى في عملية التماكب المحفزة ضوئيا ممتص للحرارة للمتماكب (P,P) المفروق 1 إلى المتماكب ( M،M ) المقرون  2 ، حيث تشير  p  إلى الحلزون المتجه إلى الجانب الأيمن، في حين تشير  M  إلى الحلزون المتجه إلى الجانب الأيسر. في هذه العملية، تتحول مجموعات الميثيل من التشكل المحوري إلى الاستوائي الأقل تفضيلاً للإعاقة الفراغية.
ومع زيادة درجة الحرارة إلى 20 درجةٍ مئويةٍ، تتحول مجموعات الميثيل هذه بصورةٍ طاردةٍ للحرارة إلى مجموعات (p،p) المقرونة المحورية في ( 3 )  بعملية انقلاب حلزوني . ونتيجة أن المماكب المحوري أكثر ثباتاً واستقراراً من المماكب الاستوائي، يتم حجز ومنع الدوران المعكوس. هذا وتُحَوِّل عملية تماكب ثانيةٍ محفزة ضوئياً مماكب ( p،p ) المقرون  3  إلى مماكب ( M، M ) المفروق 4، مرةً أخرى مع مصاحبة تكون مجموعات الميثيل الستوائية غير المحبذة فراغياً. تُغْلِق عملية التماكب الحراري عند درجة حرارةٍ 60 درجةً مئويةً الدورة بالعودة إلى الزاوية 360 درجةٍ وذلك إلى المواضع المحورية.

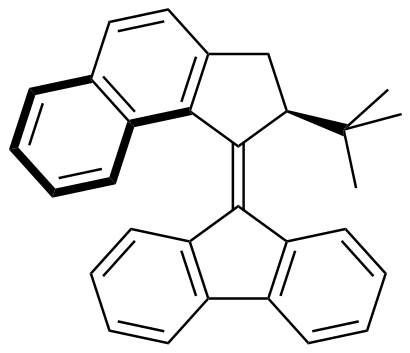
محركات جزيئية اصطناعية: نظام الفلورين.

إلا أن أحد العقبات الرئيسية التي ينبغي التغلب عليها تتمثل في وقت رد الفعل الطويل لاستكمال الدوران في هذه الأنظمة، والتي لا تُقارن بسرعات الدوران التي تستعرضها المحركات البروتينية في الأنظمة الحيوية. حيث يكون النصف العمري للانقلاب المحوري الحراري في أسرع نظامٍ معروفٍ، باستخدام النصف السفلي للفلورين، نحو 0.005 ثانيةً. ويتم تصنيع هذا المركب باستخدام تفاعل بارتون- كيلوغ (Barton-Kellogg reaction). ويُعْتَقَد أن الخطوة الأبطأ في هذا الجزيء في حركة دورانه، المتمثلة في الانقلاب الحلزوني المحفز حرارياً، تتقدم أسرع بكثيرٍ بسبب أن مجموعة ثالثي البوتيل تجعل المتماكب غير المستقر أقل استقراراً حتى مما هو الحال عند استخدام مجموعة الميثيل. ويرجع هذا إلى أن المتماكب غير المستقر يكون أكثر استقراراً من حالة التحول التي تؤدي الانقلاب الحلزوني. ويمكن تفسير السلوك المختلف للجزيئين من خلال حقيقة أن زمن النصف العمري للمركب مع مجموعة الميثيل بدلاً من مجموعة ثالثي البوتيل هو 3.2 دقيقةً.
إن مبدأ فرينجا جرى تطبيقه من أجل تصنيع وعمل نمط السيارة النانوية. حيث تشتمل السيارة المصنعة عضوياً على محركٍ مشتق من الهيليسين، أما الهيكل فيكون من عديد إيثنيلين الفينيلين (phenylene ethynylene) ومزودٍ بأربعة إطاراتٍ مصنعةٍ من الكربوران (carborane)، بالإضافة إلى أنه من المتوقع أن يكون قادراً على التحرك على سطحٍ صلبٍ ومراقبة ذلك باستخدام مجهر المسح النفقي، وذلك على الرغم من أن كل ذلك لم يتم ملاحظته حتى وقتنا هذا. مع ملاحظة أن هذا المحرك لا يعمل باستخدام عجلات الفوليرين بسبب أنها تخمد الكيمياء الضوئية لجزء المحرك.

## المحركات الجزيئية الدوارة المدفوعة بواسطة النفق الإلكتروني

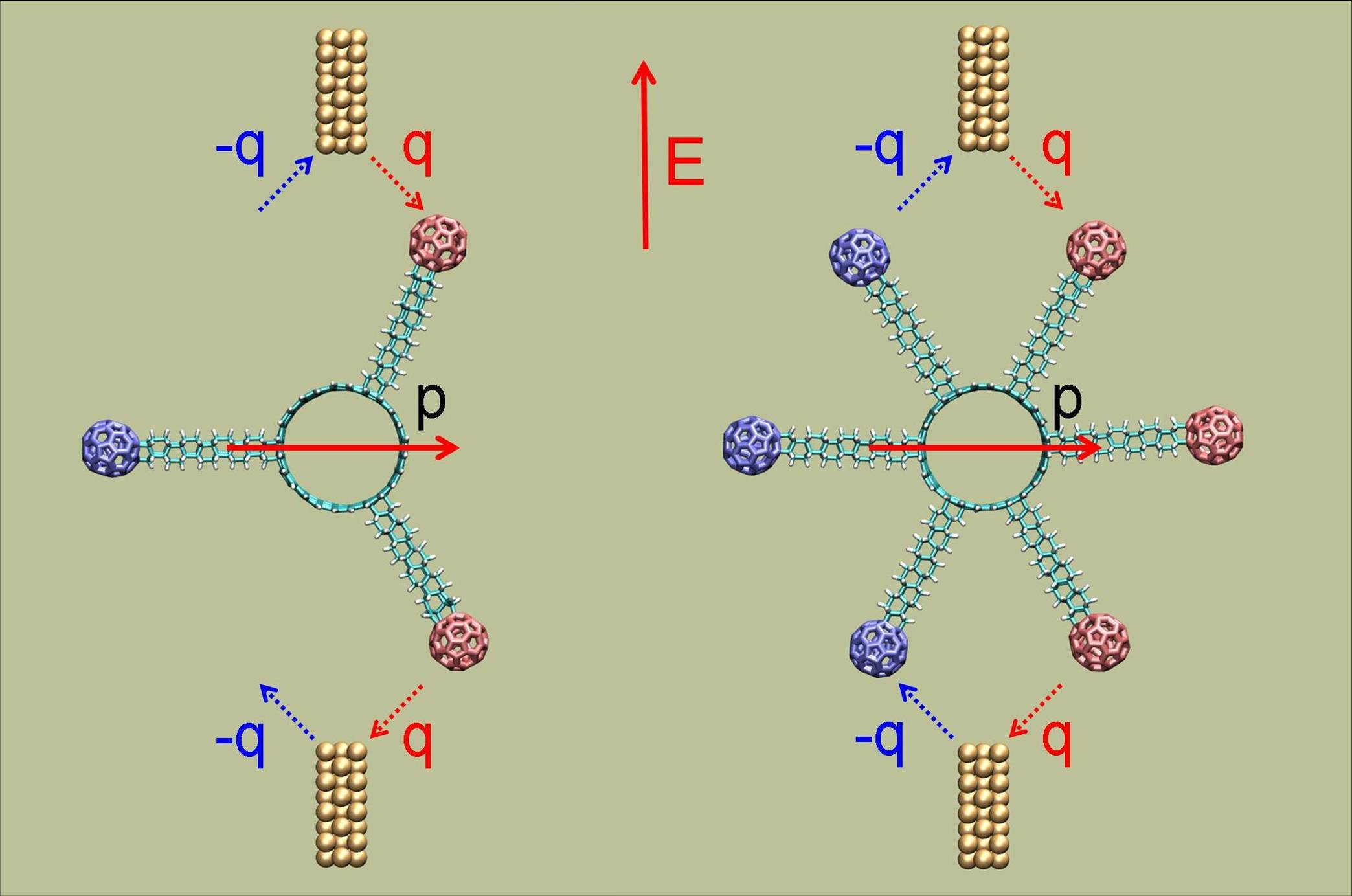
محركات بيتر كرال الجزيئية الدوارة المحفزة بواسطة النفق الإلكتروني.

ومثلما هو الحال مع المحرك الكهربائي كبير الحجم، فإنه من الممكن تحفيز المحركات الجزيئية على الصعيد النانوي باستخدام التيار الكهربائي  المار عبر الجزيئات بواسطة النفق الإلكتروني الرنان أو غير الرنان. وهنا قام بيتر كرال Petr Král ومعاونيه في جامعة إلينوي بشيكاغو بتصميم تلك الآلات النانوية الدوارة والقائمة على نفس هذه المباديء.
وكما هو موضح بالشكل على الجانب الأيسر، فإن لأحد نماذج المحركات قضيباً، والذي تم تصنيعه بواسطة أنبوب نانوب كربوني (12.0)، والذي يمكن تثبيته داخل محامل الأنابيب النانوية الكربونية. هذا وتم توصيل ثلاثة (أو ستة) سيقان، مصنعة من جزيئات الإيسيان (iceane) المبلمرة مع الروابط المشبعة، بالحامل بزاوية 120 درجةً (أو 60°) بالنسبة لبعضها البعض. وقد تم اختيار أن يكون الطول 2 نانمتراً بهدف حظر النفق الإلكتروني غير الرنان من الشفرات إلى الحامل. هذا ويجب أن تمنع الطاقات الخاصة بحالاتها الإلكترونية من عملية انتقال الإلكترون على طول الحوامل بواسطة النفق الرنان (resonant tunneling). كما يتم تصنيع الشفرات من جزيئات لها روابط مترافقة (الفلورين) المتصلة تساهمياً عند أطراف الحوامل العليا. وبناءً على هذا المبدأ، فيمكن تصنيع الدوار الجزيئي المهجن بواسطة تفاعلات الإضافة الحلقية (cycloaddition).
حيث يُستخدم حقل كهروستاتيكي (ساكن) متجانس E، والموجه على طول الاتجاه العمودي، من أجل الشحن وتفريغ الشحن الدوري للشفرات بواسطة النفق الإلكتروني من قضبين كهربائيين معدنيين معتدلين. حيث يغير كل فوليرين من إشارة شحنته في حين أن إلكترونين لهما الشحنة q من القطب الكهربائي المعتدل لهذا الفوليرين، حيث يصبح محفَزَاً بواسطة المجال الكهربي E ليدور صوب القطب الكهربي الآخر. ثم تفقد هذه العملية إلكترونيين إثنين (تحول إشارة الشحن مرةً أخرى) للقطب الكهربي عبر النفق الإلكتروني مكملاً نصف دائرةٍ في دورته. يحدث النصف الآخر من الدورة بشكل مماثل لذلك. ومن ثم، يُصبح المحرك محفَّزّاَ بواسطة ثلاثة (ستة) فوليرينات دوارة مستمرة متوالية. هذا ويحافظ المحرك الجزيئي على ثنائية القطب p، والتي تكون في المتوسط متعامدةً على إتجاه المجال الكهربي E، مولدةً بذلك عزماً للدوران.

## اقرأ أيضا
- محرك النانو
- محرك جزيئي
- مروحة جزيئية (بالإنجليزية:  Molecular propeller)‏